# Cyclaspis bidens
Cyclaspis bidens is een zeekommasoort uit de familie van de Bodotriidae. De wetenschappelijke naam van de soort is voor het eerst geldig gepubliceerd in 1962 door Gamo.